# Philippodexia longipes
Philippodexia longipes är en tvåvingeart som beskrevs av Townsend 1926. Philippodexia longipes ingår i släktet Philippodexia och familjen parasitflugor. Inga underarter finns listade i Catalogue of Life.